# Meux (Charente Marittima)
Meux è un comune francese di 300 abitanti situato nel dipartimento della Charente Marittima nella regione della Nuova Aquitania.

## Società

### Evoluzione demografica
Abitanti censiti